# Élections cantonales de 1992 dans l'Ariège
Les élections cantonales ont eu lieu les 22 et 29 mars 1992.
Lors de ces élections, 11 des 22 cantons de l'Ariège ont été renouvelés. Elles ont vu la reconduction de la majorité socialiste dirigée par Robert Naudi, président du conseil général depuis 1985.

## Résultats à l’échelle du département
Répartition départementale des résultats (2e tour).
- PS (51,06 %)
- RPR (9,34 %)
- UDF (7,82 %)
- DVD (27,22 %)
- FN (4,56 %)

| Étiquette      | Étiquette                          | Premier tour | Premier tour | Second tour | Second tour | Sièges |
| Étiquette      | Étiquette                          | Voix         | %            | Voix        | %           | Sièges |
| -------------- | ---------------------------------- | ------------ | ------------ | ----------- | ----------- | ------ |
|                | Parti socialiste                   | 14 028       | 37,27        | 14 668      | 51,06       | 9      |
|                | Parti communiste français          | 4 842        | 12,86        |             |             |        |
|                | Majorité présidentielle            | 1 170        | 3,11         |             |             |        |
| Gauche         | Gauche                             | 20 040       | 53,24        | 14 668      | 51,06       | 9      |
|                |                                    |              |              |             |             |        |
|                | Divers droite                      | 4 440        | 11,80        | 7 819       | 27,22       | 1      |
|                | Front national                     | 3 510        | 9,32         | 1 310       | 4,56        | 0      |
|                | Rassemblement pour la République   | 3 381        | 8,98         | 2 684       | 9,34        | 1      |
|                | Union pour la démocratie française | 2 694        | 7,16         | 2 246       | 7,82        | 0      |
| Droite         | Droite                             | 14 025       | 37,26        | 14 059      | 48,94       | 2      |
|                |                                    |              |              |             |             |        |
|                | Génération écologie                | 1 754        | 4,66         |             |             |        |
|                | Les Verts                          | 1 607        | 4,27         |             |             |        |
| Écologistes    | Écologistes                        | 3 361        | 8,93         |             |             |        |
|                |                                    |              |              |             |             |        |
|                | Régionalistes                      | 215          | 0,57         |             |             |        |
|                |                                    |              |              |             |             |        |
| Inscrits       | Inscrits                           | 55 591       | 100,00       | 47 403      | 100,00      |        |
| Abstention     | Abstention                         | 15 384       | 27,67        | 15 737      | 33,20       |        |
| Votants        | Votants                            | 40 207       | 72,33        | 31 666      | 66,80       |        |
| Blancs et nuls | Blancs et nuls                     | 2 566        | 6,38         | 2 939       | 9,28        |        |
| Exprimés       | Exprimés                           | 37 641       | 93,62        | 28 727      | 90,72       |        |

## Résultats par canton

### Canton du Fossat
| Candidats      | Candidats             | Étiquette      | Premier tour | Premier tour |
| Candidats      | Candidats             | Étiquette      | Voix         | %            |
| -------------- | --------------------- | -------------- | ------------ | ------------ |
|                | René Massat*          | PS             | 1 562        | 53,38        |
|                | Philippe de Roaldes   | RPR            | 434          | 14,83        |
|                | Yvon Lassalle         | PCF            | 343          | 11,72        |
|                | Jean-Claude Cazaruc   | FN             | 183          | 6,25         |
|                | Charles Carbo         | Verts          | 173          | 5,91         |
|                | Philippe Bénichou     | DVD            | 167          | 5,71         |
|                | Jean-Claude Barioulet | GE             | 64           | 2,19         |
|                |                       |                |              |              |
| Inscrits       | Inscrits              | Inscrits       | 4 208        | 100,00       |
| Abstention     | Abstention            | Abstention     | 1 084        | 25,76        |
| Votants        | Votants               | Votants        | 3 124        | 74,24        |
| Blancs et nuls | Blancs et nuls        | Blancs et nuls | 198          | 6,34         |
| Exprimés       | Exprimés              | Exprimés       | 2 926        | 93,66        |

*sortant

### Canton de Lavelanet
| Candidats      | Candidats          | Étiquette      | Premier tour | Premier tour | Second tour | Second tour |
| Candidats      | Candidats          | Étiquette      | Voix         | %            | Voix        | %           |
| -------------- | ------------------ | -------------- | ------------ | ------------ | ----------- | ----------- |
|                | Janine Pascal      | PS             | 1 725        | 23,65        | 2 620       | 38,47       |
|                | Bernard Marty      | DVD            | 1 459        | 20,00        | 3 498       | 51,36       |
|                | Georges Mesplie    | FN             | 1 103        | 15,12        | 693         | 10,17       |
|                | Yves Maris         | UDF            | 988          | 13,55        |             |             |
|                | Lyliane Cassan     | PCF            | 914          | 12,53        |             |             |
|                | Françoise Matricon | Verts          | 668          | 9,16         |             |             |
|                | Roland Mercaderre  | PS             | 437          | 5,99         |             |             |
|                |                    |                |              |              |             |             |
| Inscrits       | Inscrits           | Inscrits       | 11 016       | 100,00       | 11 016      | 100,00      |
| Abstention     | Abstention         | Abstention     | 3 147        | 28,57        | 3 553       | 32,25       |
| Votants        | Votants            | Votants        | 7 869        | 71,43        | 7 463       | 67,75       |
| Blancs et nuls | Blancs et nuls     | Blancs et nuls | 575          | 7,31         | 652         | 8,74        |
| Exprimés       | Exprimés           | Exprimés       | 7 294        | 92,69        | 6 811       | 91,26       |

### Canton du Mas-d'Azil
| Candidats      | Candidats        | Étiquette      | Premier tour | Premier tour | Second tour | Second tour |
| Candidats      | Candidats        | Étiquette      | Voix         | %            | Voix        | %           |
| -------------- | ---------------- | -------------- | ------------ | ------------ | ----------- | ----------- |
|                | Raymond Berdou   | PS             | 984          | 37,60        | 1 410       | 56,42       |
|                | Léon Loubet      | DVD            | 703          | 26,86        | 1 089       | 43,58       |
|                | Michel Joli      | GE             | 530          | 20,25        | Retrait     | Retrait     |
|                | Josée Souque     | PCF            | 208          | 7,95         |             |             |
|                | Alain Salesses   | RPR            | 125          | 4,78         |             |             |
|                | Joseph Laffaille | FN             | 67           | 2,56         |             |             |
|                |                  |                |              |              |             |             |
| Inscrits       | Inscrits         | Inscrits       | 3 480        | 100,00       | 3 480       | 100,00      |
| Abstention     | Abstention       | Abstention     | 720          | 20,69        | 794         | 22,82       |
| Votants        | Votants          | Votants        | 2 760        | 79,31        | 2 686       | 77,18       |
| Blancs et nuls | Blancs et nuls   | Blancs et nuls | 143          | 5,18         | 187         | 6,96        |
| Exprimés       | Exprimés         | Exprimés       | 2 617        | 94,82        | 2 499       | 93,04       |

### Canton d'Oust
| Candidats      | Candidats           | Étiquette      | Premier tour | Premier tour | Second tour | Second tour |
| Candidats      | Candidats           | Étiquette      | Voix         | %            | Voix        | %           |
| -------------- | ------------------- | -------------- | ------------ | ------------ | ----------- | ----------- |
|                | Roger Barrau*       | PS             | 920          | 47,94        | 972         | 60,34       |
|                | Jean Servat         | UDF            | 434          | 22,62        | 639         | 39,66       |
|                | Lucien Dupont       | PS             | 199          | 10,37        |             |             |
|                | Jean-Mathieu Souque | PCF            | 186          | 9,69         |             |             |
|                | Henri Laurent       | FN             | 95           | 4,95         |             |             |
|                | Jacques Lapeyre     | DVD            | 85           | 4,43         |             |             |
|                |                     |                |              |              |             |             |
| Inscrits       | Inscrits            | Inscrits       | 2 950        | 100,00       | 2 950       | 100,00      |
| Abstention     | Abstention          | Abstention     | 892          | 30,24        | 1187        | 40,24       |
| Votants        | Votants             | Votants        | 2 058        | 69,76        | 1 763       | 59,76       |
| Blancs et nuls | Blancs et nuls      | Blancs et nuls | 139          | 6,75         | 152         | 8,62        |
| Exprimés       | Exprimés            | Exprimés       | 1 919        | 93,25        | 1 611       | 91,38       |

*sortant

### Canton de Pamiers-Est
| Candidats      | Candidats        | Étiquette      | Premier tour | Premier tour | Second tour | Second tour |
| Candidats      | Candidats        | Étiquette      | Voix         | %            | Voix        | %           |
| -------------- | ---------------- | -------------- | ------------ | ------------ | ----------- | ----------- |
|                | Jean Vigneron    | PS             | 1 433        | 26,80        | 2 438       | 52,30       |
|                | Roger Ribaute    | UDF            | 1 272        | 23,79        | 1 607       | 34,47       |
|                | Gilbert Seguela  | PCF            | 1 212        | 22,67        | Retrait     | Retrait     |
|                | Alain Crete      | FN             | 842          | 15,75        | 617         | 13,23       |
|                | Raymond Chaumont | GE             | 588          | 11,00        |             |             |
|                |                  |                |              |              |             |             |
| Inscrits       | Inscrits         | Inscrits       | 7 879        | 100,00       | 7 877       | 100,00      |
| Abstention     | Abstention       | Abstention     | 2 032        | 25,79        | 2 664       | 33,82       |
| Votants        | Votants          | Votants        | 5 847        | 74,21        | 5 213       | 66,18       |
| Blancs et nuls | Blancs et nuls   | Blancs et nuls | 500          | 8,55         | 551         | 10,57       |
| Exprimés       | Exprimés         | Exprimés       | 5 347        | 91,45        | 4 662       | 89,43       |

### Canton de Pamiers-Ouest
| Candidats      | Candidats              | Étiquette      | Premier tour | Premier tour | Second tour | Second tour |
| Candidats      | Candidats              | Étiquette      | Voix         | %            | Voix        | %           |
| -------------- | ---------------------- | -------------- | ------------ | ------------ | ----------- | ----------- |
|                | François-Bernard Soula | PS             | 1 363        | 29,14        | 2 181       | 52,96       |
|                | Gérard Legrand*        | DVD            | 914          | 19,54        | 1 937       | 47,04       |
|                | Georges Moya           | PCF            | 739          | 15,80        | Retrait     | Retrait     |
|                | Jean-Paul Dedieu       | RPR            | 536          | 11,46        |             |             |
|                | André Nadouce          | FN             | 493          | 10,54        |             |             |
|                | Jean Carbonnier        | GE             | 222          | 4,75         |             |             |
|                | Jacques Pince          | REG            | 215          | 4,60         |             |             |
|                | Michel Fernandez       | PS             | 196          | 4,19         |             |             |
|                |                        |                |              |              |             |             |
| Inscrits       | Inscrits               | Inscrits       | 7 104        | 100,00       | 7 101       | 100,00      |
| Abstention     | Abstention             | Abstention     | 2 121        | 29,86        | 2 457       | 34,60       |
| Votants        | Votants                | Votants        | 4 983        | 70,14        | 4 644       | 65,40       |
| Blancs et nuls | Blancs et nuls         | Blancs et nuls | 305          | 6,12         | 526         | 11,33       |
| Exprimés       | Exprimés               | Exprimés       | 4 678        | 93,88        | 4 118       | 88,67       |

*sortant

### Canton de Quérigut
| Candidats      | Candidats         | Étiquette      | Premier tour | Premier tour |
| Candidats      | Candidats         | Étiquette      | Voix         | %            |
| -------------- | ----------------- | -------------- | ------------ | ------------ |
|                | Auguste Paychenq* | PS             | 236          | 54,13        |
|                | Jacques Plas      | RPR            | 146          | 33,49        |
|                | Yves Laffargue    | PCF            | 27           | 6,19         |
|                | Herbert Morice    | Verts          | 21           | 4,82         |
|                | André Maffre      | FN             | 6            | 1,38         |
|                |                   |                |              |              |
| Inscrits       | Inscrits          | Inscrits       | 576          | 100,00       |
| Abstention     | Abstention        | Abstention     | 123          | 21,35        |
| Votants        | Votants           | Votants        | 453          | 78,65        |
| Blancs et nuls | Blancs et nuls    | Blancs et nuls | 17           | 3,75         |
| Exprimés       | Exprimés          | Exprimés       | 436          | 96,25        |

*sortant

### Canton de Sainte-Croix-Volvestre
| Candidats      | Candidats          | Étiquette      | Premier tour | Premier tour |
| Candidats      | Candidats          | Étiquette      | Voix         | %            |
| -------------- | ------------------ | -------------- | ------------ | ------------ |
|                | Pierre Fauroux*    | PS             | 1 209        | 84,43        |
|                | Roland Roquefort   | PCF            | 61           | 4,26         |
|                | Jean-Pierre Tireau | RPR            | 50           | 3,49         |
|                | Pierre Garcia      | Verts          | 48           | 3,35         |
|                | Virginie Foutel    | FN             | 44           | 3,07         |
|                | Pascale Baran      | DVD            | 20           | 1,40         |
|                |                    |                |              |              |
| Inscrits       | Inscrits           | Inscrits       | 1 830        | 100,00       |
| Abstention     | Abstention         | Abstention     | 366          | 20,00        |
| Votants        | Votants            | Votants        | 1 464        | 80,00        |
| Blancs et nuls | Blancs et nuls     | Blancs et nuls | 32           | 2,19         |
| Exprimés       | Exprimés           | Exprimés       | 1 432        | 97,81        |

*sortant

### Canton de Saint-Girons
| Candidats      | Candidats           | Étiquette      | Premier tour | Premier tour | Second tour | Second tour |
| Candidats      | Candidats           | Étiquette      | Voix         | %            | Voix        | %           |
| -------------- | ------------------- | -------------- | ------------ | ------------ | ----------- | ----------- |
|                | Jean-Pierre Ousset* | PS             | 1 912        | 34,96        | 2 479       | 48,01       |
|                | Bernard Gondran     | RPR            | 1 351        | 24,70        | 2 684       | 51,99       |
|                | Jean-Jacques Martin | PCF            | 699          | 12,78        |             |             |
|                | René Cabau          | RPR            | 582          | 10,64        |             |             |
|                | Bernard Pastourel   | GE             | 350          | 6,40         |             |             |
|                | André Farellacci    | FN             | 303          | 5,54         |             |             |
|                | Thierry de Noblens  | Verts          | 272          | 4,97         |             |             |
|                |                     |                |              |              |             |             |
| Inscrits       | Inscrits            | Inscrits       | 8 402        | 100,00       | 8 401       | 100,00      |
| Abstention     | Abstention          | Abstention     | 2 565        | 30,53        | 2 762       | 32,88       |
| Votants        | Votants             | Votants        | 5 837        | 69,47        | 5 639       | 67,12       |
| Blancs et nuls | Blancs et nuls      | Blancs et nuls | 368          | 6,30         | 476         | 8,44        |
| Exprimés       | Exprimés            | Exprimés       | 5 469        | 93,70        | 5 163       | 91,56       |

*sortant

### Canton de Tarascon-sur-Ariège
| Candidats      | Candidats          | Étiquette      | Premier tour | Premier tour | Second tour | Second tour |
| Candidats      | Candidats          | Étiquette      | Voix         | %            | Voix        | %           |
| -------------- | ------------------ | -------------- | ------------ | ------------ | ----------- | ----------- |
|                | Robert Naudi*      | PS             | 2 060        | 46,61        | 2 568       | 66,48       |
|                | Jacques Llorca     | DVD            | 1 065        | 24,10        | 1 295       | 33,52       |
|                | Jean-Noël Lamiable | Verts          | 357          | 8,08         |             |             |
|                | Georges Teychenne  | PS             | 338          | 7,65         |             |             |
|                | José Navarro       | PCF            | 310          | 7,01         |             |             |
|                | Étienne Daure      | FN             | 290          | 6,56         |             |             |
|                |                    |                |              |              |             |             |
| Inscrits       | Inscrits           | Inscrits       | 6 609        | 100,00       | 6 578       | 100,00      |
| Abstention     | Abstention         | Abstention     | 1 955        | 29,58        | 2 320       | 35,27       |
| Votants        | Votants            | Votants        | 4 654        | 70,42        | 4 258       | 64,73       |
| Blancs et nuls | Blancs et nuls     | Blancs et nuls | 234          | 5,03         | 395         | 9,28        |
| Exprimés       | Exprimés           | Exprimés       | 4 420        | 94,97        | 3 863       | 90,72       |

*sortant

### Canton de Vicdessos
| Candidats      | Candidats          | Étiquette      | Premier tour | Premier tour |
| Candidats      | Candidats          | Étiquette      | Voix         | %            |
| -------------- | ------------------ | -------------- | ------------ | ------------ |
|                | Bernard Piquemal   | PS             | 624          | 56,57        |
|                | Jean-Michel Castex | RPR            | 157          | 14,23        |
|                | Robert Carlevatto  | PCF            | 143          | 12,96        |
|                | Louis Aliot        | FN             | 84           | 7,62         |
|                | Christian Denele   | Verts          | 68           | 6,17         |
|                | Renée Jauze        | DVD            | 27           | 2,45         |
|                |                    |                |              |              |
| Inscrits       | Inscrits           | Inscrits       | 1 537        | 100,00       |
| Abstention     | Abstention         | Abstention     | 379          | 24,66        |
| Votants        | Votants            | Votants        | 1 158        | 75,34        |
| Blancs et nuls | Blancs et nuls     | Blancs et nuls | 55           | 4,75         |
| Exprimés       | Exprimés           | Exprimés       | 1 103        | 95,25        |